# Codin (film)
Codin (în franceză Codine) este un film românesc din 1963 regizat de Henri Colpi. Rolurile principale au fost interpretate de Alexandru Virgil Platon (în rolul titular), Răzvan Petrescu și Françoise Brion. Scenariul este adaptat de Yves Jamiaque după un roman omonim din 1925 scris de Panait Istrati. A avut premiera în România la 17 septembrie 1963. A intrat în concurs în 1963 la Festivalul de Film de la Cannes unde a câștigat premiul pentru cel mai bun scenariu.

## Rezumat
Un pușcăriaș se luptă să supraviețuiască prin forță brută singur în mahalaua Comorofca din Brăila. Codin (Alexandru Virgil Platon) este bătăușul care a făcut 10 ani de închisoare pentru uciderea unui prieten. El se întoarce acasă la mama sa, dar zgârcenia acesteia îl înfurie. Adrian Zografi este un copil care se uită la Codin și prin ochii omului vede nedreptățile economice și sociale din perspectiva unui adult. Atunci când Codin ucide un alt om care i-a trădat încrederea, mama sa devine mai dereglată mintal și mai paranoică. Crezând că fiul ei îi va fura banii, ea plănuiește să-și omoare singurul fiu. Copilul urmărește cu groază și uimire mașinațiunile crude ale adulților din jurul său.

## Distribuție
- Alexandru Virgil Platon — Codin, vecinul fam. Zografi din Comorofca, un ucigaș care a stat 10 ani în închisoare
- Răzvan Petrescu — copilul Adrian Zografi, elev în vârstă de 11 ani
- Françoise Brion — Irina, iubita lui Codin
- Nelly Borgeaud — Joița Zografi, mama lui Adrian, spălătoreasă (menționată Nellie Borgeaud)
- Germaine Kerjean — Anastasia, mama lui Codin
- Maurice Sarfati — Alexe, prietenul lui Codin
- Eliza Petrăchescu — Catrina, proprietăreasa locuinței fam. Zografi, veche prietenă a Joiței
- Graziela Albini — Anghelina, proprietara cârciumii (menționată Grațiela Albini)
- Eugenia Bosînceanu — Mara, vecina fam. Zografi
- Nicolae Budescu — bătrânul bețiv
- Dorin Dron — Ștefan, șeful de echipă al hamalilor din port
- Mișu Fotino — „Cotoiul”, negustor afemeiat, curtezanul Irinei (menționat Mihai Fotino)
- Victor Moldovan — Anton, dușmanul lui Alexe
- Mihai Mereuță — salahorul care preia sacul lui Codin
- Constantin Stoica — Ion
- Ion Anghel — lucrător sanitar
- Voicu Sabău — Adrian Zografi, ajuns la maturitate

### Dublaj de voce
- Emanoil Petruț — Codin[2]

## Producție
Filmările au avut loc în perioada 27 august – 10 noiembrie 1962, cele exterioare la Brăila și în împrejurimi, cele interioare la Buftea. Cheltuielile de producție s-au ridicat la 3.900.000 lei.

## Primire
Filmul a fost vizionat de 3.745.702 de spectatori la cinematografele din România, după cum atestă o situație a numărului de spectatori înregistrat de filmele românești de la data premierei și până la data de 31 decembrie 2014 alcătuită de Centrul Național al Cinematografiei.
Filmul a câștigat premiul pentru cel mai bun scenariu și premiile Comisiei superioare tehnice franceze pentru calitatea fotografiei și a imaginii color.
Mihai Tolu scria în 1963 în Contemporanul că „Adaptarea cinematografică a lui Colpi, Jamique și Carabăț, premiată de juriul Festivalului de la Cannes, respectă cu fidelitate spiritul cărții lui Panait Istrati, accentuându-i și clarificându-i semnificațiile critice, concentrând planurile de acțiune într-o fabulație densă, simplă, laconică, de o limpezime și echilibru amintind virtuțiile clasicismului.”